# Podworzec (Brzezowa)
Podworzec – część wsi Brzezowa w Polsce położona w województwie małopolskim, w powiecie bocheńskim, w gminie Łapanów.
W latach 1975–1998 Podworzec należał administracyjnie do województwa tarnowskiego.